# Lerista karlschmidti
Espèce
Synonymes
- Rhodona karlschmidti Marx & Hosmer, 1959

Lerista karlschmidti est une espèce de sauriens de la famille des Scincidae.

## Répartition
Cette espèce est endémique d'Australie. Elle se rencontre dans le Territoire du Nord et au Queensland.

## Étymologie
Cette espèce est nommée en l'honneur de Karl Patterson Schmidt.

## Publication originale
- Marx & Hosmer, 1959 : A new skink from Australia. Copeia, vol. 1959, no 3, p. 207-208